# Erin Chan
Pour les articles homonymes, voir Chan.
Erin Chan, née le 9 août 1979 à Calgary, est une pratiquante de natation synchronisée canadienne.

## Carrière
Lors des Jeux olympiques de 2000 à Sydney, Erin Chan remporte la médaille de bronze olympique par équipe et termine cinquième en individuel.